# Текстура руд
Текстура руд (англ. ore structure; нім. Erztextur f) — особливості будови рудної маси, що обумовлюються орієнтуванням і просторовим співвідношенням різних мінеральних аґреґатів, з яких складається руда (на відміну від структури руд — будови власне мінеральних аґреґатів). Визначається поєднанням мінеральних аґреґатів, різних за структурою та мінеральним складом. Морфологічною одиницею Т.р. є мінеральний аґреґат. Текстура виникає в руді у момент її утворення і віддзеркалює закономірності просторового розташування мінеральної речовини.
Виділяють 10 осн. груп текстур: масивна, плямиста, смужкувата, прожилкова, сфероїдальна, ниркоподібна, дроблення, пустотна, каркасна й пухка. Усередині кожної групи є свої види, наприклад: плямиста включає два види текстур (такситова й вкраплена), а смужкувата — дев'ять видів текстур (власне смужкувата, стрічкова, складна й ін.). Аналіз структур і текстур руд дозволяє встановити послідовність утворення мінералів і особливості формування рудних тіл.

## Окремі різновиди текстури руд
Вкраплена — характеризується наявністю зерен та аґреґатів зерен рудних мінералів у основній нерудній масі. Зустрічається в магматичних, контактово-метасоматичних, осадових та гідротермальних родовищах. Різновид — мигдалекам'яна текстура, характерна для магматичної мідно-нікелевої руди, представлена крапле- та мигделевидними утвореннями сульфідів заліза, міді, нікелю у олівіновому базальті.
Гроноподібна — сукупність кулястих і опуклих утворень з блискучою гладенькою поверхнею, у розрізі смугасті або концентрично-шкаралупчасті з радіально-променистими прошарками. Коломорфні текстури руд гідротермального та гіпергенного походження. Зустрічаються в жеодах, тріщинах, як нарости-кірки на інших рудах або гірських породах. Син. — текстура ниркоподібна, текстура натічно-шкаралупчаста.
Ґнейсовидна — текстура розсланцьованих пластичних рудних мас, яка зазнала післярудного динамічного впливу. Типовий приклад — ґаленітові руди, в яких зерна свинцевого блиску сплющені і видовжені в один бік. Схожа з ґнейсовою текстурою.
Друзова — утворюється при наповненні пустот гідротермальними розчинами або за рахунок кристалізації гелю. Див. текстура друзова.
Жеодова — характеризується численними жеодами — пустотами овальної форми розміром від 1,5 до 25 мм, інколи до 1 м з концентричним нашаруванням кристалічних мас від стінок до центра.
Жильна — характерна неправильною формою тріщин, які виповнює руда і перетином (проростанням) власне рудного мінералу та бокових порід. Син. — текстура перетину, прожилкова текстура.
Зональна — характерна концентричним чергуваннямшарів різного мінерального складу та структури. Розрізняють такі різновиди зональної текстури руд: агатова, концентрично-зональна, концентрично-шкаралупчаста.
Конґломератна — характерна наявністю конґломератів обкатаних зерен і шматків руди, конкрецій (валуни, галька) з дрібним рудним і нерудним матеріалом, що виконує роль цементу. Таку текстуру мають залізні руди осадового походження.
Конкреційна — характерна великою кількістю рудних конкрецій різного розміру — від часток мм до декількох дм, які знаходяться серед щільної або пухкої вмісної породи. Остання може також містити рудний матеріал. Характерна для залізних і марганцевих руд В залежності від розмірів та форми конкрецій вирізняють: макову або пороховидну текстуру (0,3-0,5 мм), дробову (0,5-1,0 мм), горохову (2-5 мм), бобову (0,5-1,0 см), горіхову (1-3 см), монетну або копійчану, грошову (1,5-2,0 см), млинцеву (2-15 см).
Кіркова — характерна наявністю у вмісних породах та руді кірок зміненої рудної речовини, які відрізняються за своїми фізичними властивостями (густиною, кольором) та складом, інколи — зональною будовою. Генезис цієї текстури пов'язують з вивітрюванням, цементацією сульфідних руд тощо. Зустрічається в деяких осадових залізних рудах.
Масивна — гомогенна рудна маса без пустот, прошарків тощо.
Печериста — характерна великою кількістю пустот розміром від 2-3 мм до 1,5 см та більше, які утворилися внаслідок вилуговування. Син. — кавернозна текстура.
Пориста — характерна порівняно дрібними пустотами (порами) 0,3-2,0 мм, які виникли на місці вилужених або вимитих рудних мінералів.
Порошкувата — тонкозерниста пухка рудна маса, яка виникає внаслідок вивітрювання. Зустрічається в залізних і марганцевих рудах. Розрізняють борошнисту, вохристу, землисту та сажисту текстуру руди.
Пухириста — рідкісна текстура, що характеризується рудними аґреґатами дрібних сфероїдальних пухирців з тонкими стінками. Приклад — пухирчаста хризокола Джезказганського родовища. Син. — текстура шлакоподібна.
Реліктова — група текстур успадкованих від заміщених або перетворених гірських порід і руд. Руди з цією текстурою належать до різного морфологічного типу. Зустрічаються в метаморфогенних, метасоматичних та екзогенних рудах.
Сітчаста — виникає при заповненні рудними мінералами тріщин гірської породи.
Сланцювата — виникає при динамоморфізмі, має властивість розколюватися на тонкі плитки.
Сланцюватість може збігатися або не збігатися з шаруватістю. Приклад — гематитові руди Криворізького басейну.
Смугаста — характерна чергуванням тонких шарів (смуг) різного складу, кольору, крупності зерен. Зустрічається в рудах різного генезису — магматичних, осадових, метаморфічних і обумовлена різними причинами. Виділяють такі різновиди: лінійно-смугасту або стрічкову (деякі хромові руди, залізисті кварцити), хвилясто-смугасту (руди заміщення), коломорфно-смугасту, агатоподібну, складчасту (деякі криворізькі залізисті кварцити).
Такситова — текстура руди, яка представлена різними ділянками неправильної форми з різними мінеральним складом та(або) структурою.
Текстура перевідкладення — група текстур руд, які виникають при їх перевідкладенні.
Текстура тиску — група текстур руд, які мають одну спільну ознаку — виникають у результаті механічної дії на руду. Різновиди текстур тиску: брекчієподібні, плойчаті (гофровані), смугасті та ін.
Флазерна — різновид текстури паралельної. Характеризується наявністю флазерів — хвилястих плівок слюди чи її аналогів, а також лінзоподібних аґреґатів зернистих матеріалів, які розташовуються між флазерами. Син. — завилькувата текстура.
Чарункова — характеризується великою кількістю порівняно рівномірно розташованих пор-чарунок з тонкими кремнезем-лімонітовими перегородками між ними. Чарунки або пусті, або заповнені (частково чи повністю) рудним матеріалом. Утворюється при вивітрюванні а також при метасоматичному заміщенні. Виділяють два різновиди чарункової текстури: губчаста та ящична.
Губчаста — характерна переважанням пустот округлої форми і різних розмірів. Зустрічається в лімонітах, утвореного за рахунок сфалериту, борніту, ґаленіту, халькопіриту і піриту.
Ящична — текстура лімонітів заміщення. У залежності від форми та розмірів чарунок, товщини стінок розрізняють: 1. Ящична ромбоедрична — характерна для лімонітів, які виникли з сидериту; 2. Ящична тригональна — характерна для лімонітів з борніту, чарунки схожі на сферичні трикутники; 3. Грубоящична — розмір чарунок 0,2-5 мм, утворюється по халькопіриту та сфалериту; 4. Тонкоящична — відрізняється меншими розмірами чарунок (0,01-0,5 мм); 5. Контурноящична — утворюється по тетраедриту; 6. Спайноящична — утворюється по ґаленіту.
Шарувата — текстура з чергуванням прошарків, які відрізняються за мінеральним складом, структурою та крупністю зерен або за фізичними характеристиками — твердістю компонент їх кольором тощо — при однаковому мінеральному складі. Будова окремих прошарків може сильно відрізнятися — бути щільною, масивною, оолітовою, конкреційною, конґломератною, порошкуватою і т.і. За товщиною прошарків розрізняють: грубошарову (від 0,5 см до перших см), тонкошарову (0,3-0,5 мм), мікрошарову (розрізняється під мікроскопом). За розташуванням прошарків у просторі і їх формою розрізняють: паралельно-шарові, лінзоподібні, похило-шарові текстури. Характерні для осадових залізних та марганцевих руд.